# Millions of Damn Christians - This Blood's for You
Millions of Damn Christians - This Blood's for You è un album studio degli MDC.

## Tracce
1. Millions of Damn Christians (Dante's River Styx) - 2:03
2. This Blood's for You - 2:35
3. Who's the Terrorist Now - 1:12
4. Bye Bye Ronnie - 2:45
5. Chock Full of Shit - 3:32
6. Mao Tse Tung - 0:55
7. Henry Kissmyassinger - 0:12
8. Guns for Nicaragua - 3:01
9. Politician - 3:47
10. S.K.I.N.H.E.A.D. - 3:13
11. Sexy and Christian - 3:32
12. Your Death Wish is Sick - 2:30
13. Massacred and Dismembered Culture - 3:00
14. Police Related Death - 3:52